# IK Большой Медведицы
IK Большой Медведицы (лат. IK Ursae Majoris), HD 238143 — одиночная переменная звезда в созвездии Большой Медведицы на расстоянии приблизительно 5212 световых лет (около 1598 парсеков) от Солнца. Видимая звёздная величина звезды — от +9,96m до +9,66m.

## Характеристики
IK Большой Медведицы — красная пульсирующая медленная неправильная переменная звезда (LB:) спектрального класса M0.